# 張可大 (明朝)
張可大（？—1632年），字观甫，南直隸应天（今南京）人。明朝南京羽林衛軍籍。

## 生平
世袭南京羽林左卫千户，以世胄中武举第一人，官至淮徐漕运参将。可大幼警敏，善骑射，万历二十九年（1601年）武进士，授建昌守備，升遷為浙江都司僉書，鎮守瓜洲、儀真。官至右都督，登州（今山東蓬萊）總兵官。勤王解都城之围，领专敕平岛帅刘兴治之乱，又建功于铁山内升左军都督府已得代。
崇禎五年（1632年），爆發吳橋兵變，孔有德倒戈，還兵大掠。由於登萊巡撫孫元化惑於叛軍奸細之說主撫，導致叛軍先後攻陷陵縣（今陵縣）、臨邑（今臨邑）、商河（今商河），直趨登州。南門由張可大將軍帥五百士兵防守，西門由張燾以五百士兵防守。张焘进兵稍胜，却下令退兵，張可大被孔有德殺得大敗。自斬其妾陳氏後，题壁曰某年月日山东总兵张可大尽节于此，遂投缳。事闻赠太子少傅予祭葬，特赐祠额曰旌忠，谥壮节。

## 家族
父张九嵕（一說張如蘭之子）
有子張怡，以诸生授锦衣卫千户。